# Episema hernandezi
Episema hernandezi là một loài bướm đêm trong họ Noctuidae.